# Parque Arqueolóxico da Arte Rupestre

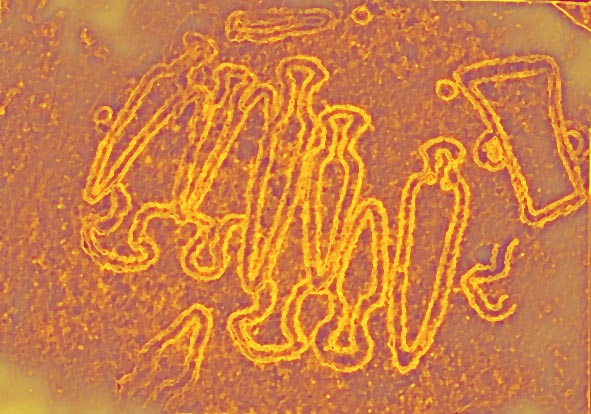
Menschliche Figuren von Ramallal

Der Parque Arqueolóxico da Arte Rupestre (PAAR; auch Parque Arqueológico de Campo Lameiro genannt, dt. Archäologischer Park der Felskunst) ist ein 2007 fertiggestellter, den dortigen Felsbildern gewidmeter Park in der Gemeinde Campo Lameiro in Galicien in Nordwest-Spanien. Er ist 22 Hektar groß und hat neun Stationen mit etwa 80 Felsritzungen von großem historischem Wert.

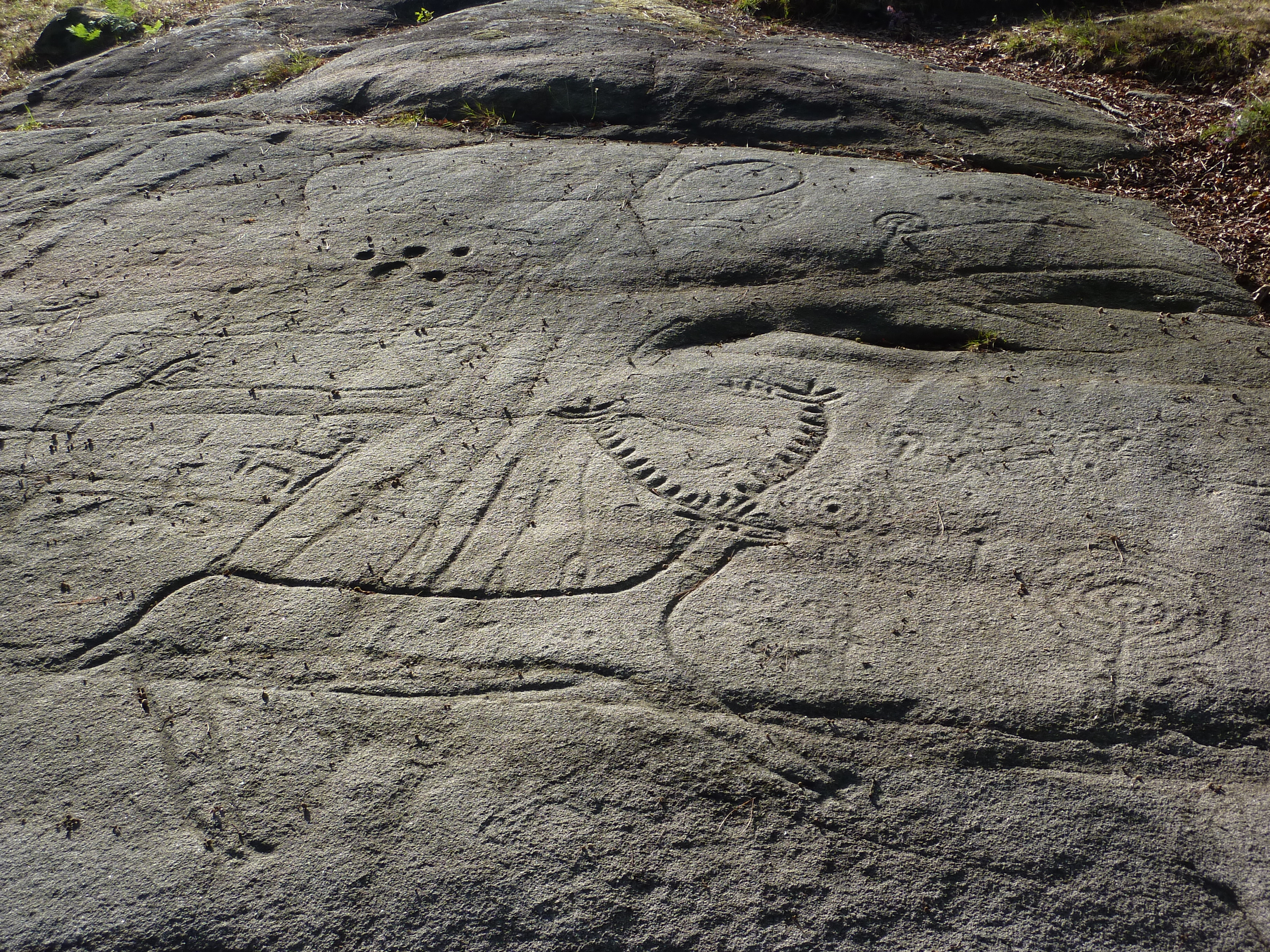
Hirsch auf der Laxe dos Carballos

Die etwa 4000 Jahre alten Petroglyphen, die in ganz Galicien anzutreffen sind, stellen meist geometrische Symbole, Labyrinthe, menschliche Figuren und Tiere dar. Ein Hirsch ist der Protagonist einer Jagdszene, die in einen etwa 60 m² großen Felsen geritzt ist, der unter dem Namen „Laxe dos Carballos“ (Steinplatte der Pferde) bekannt ist. Die Petroglyphen des Parks sind eine der größten Felsbildkonzentration Europas.
Der Park besitzt ein 5000 m² großes Informationszentrum mit Ausstellungen, einer Bibliothek und einem Theater. 1974 wurden die Felsritzungen zu historischen und künstlerischen Denkmälern erklärt, die ganze Gegend 2002 zur Archäologischen Zone.